# کریم‌آباد، پاکستان
کریم‌آباد (به انگلیسی: Karimabad) یک منطقهٔ مسکونی در پاکستان است که در گلگت-بلتستان واقع شده‌است. کریم‌آباد ۱۶٬۰۰۰ نفر جمعیت دارد.